# 고토쿠인

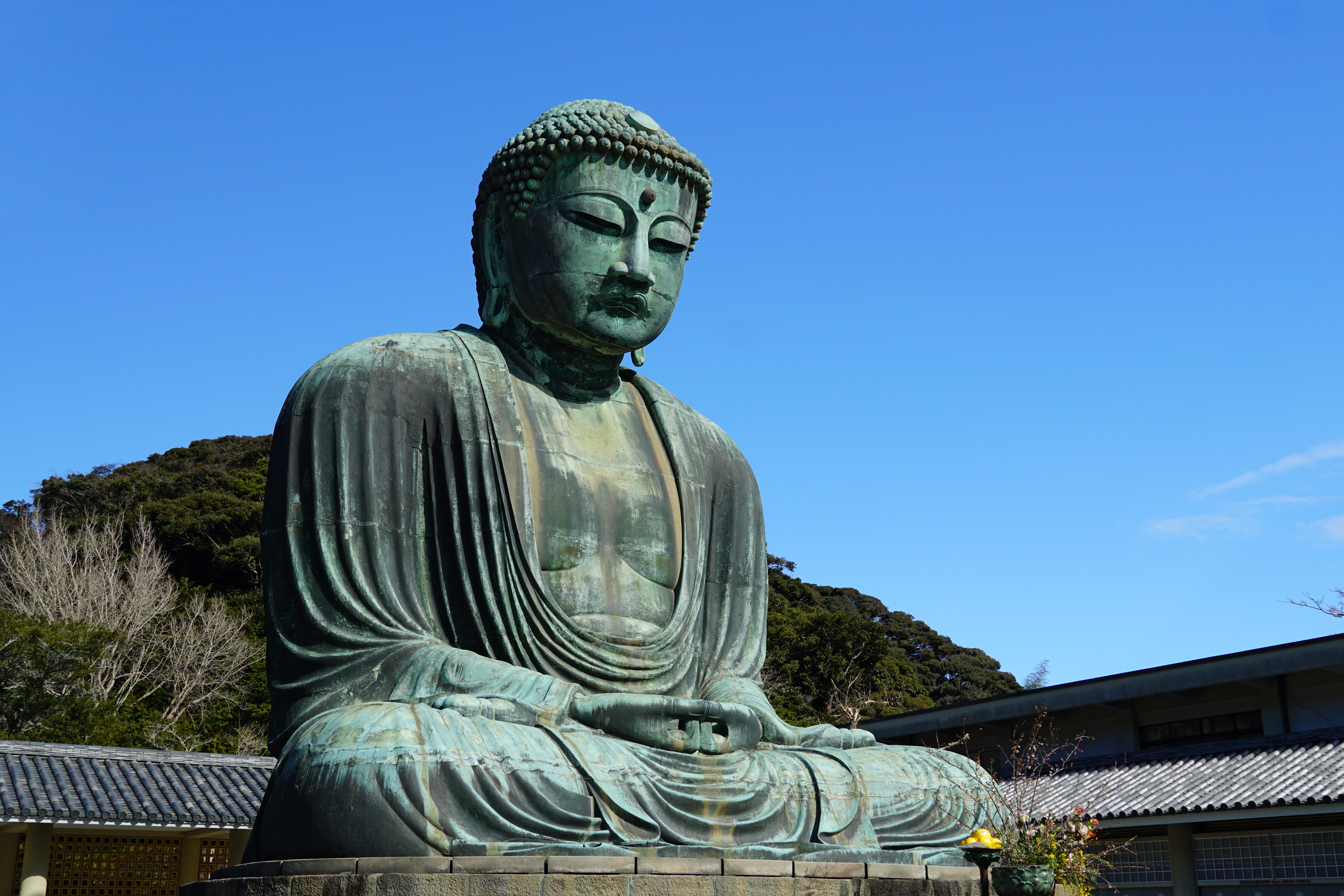
가마쿠라 대불

고토쿠인(일본어: 高徳院 こうとくいん[*])은 일본 가나가와현 가마쿠라시 하세에 있는 정토종의 사원이다. 가마쿠라 대불(鎌倉大佛)로 알려진 아미타여래를 본존으로 한다. 산호(사원의 이름 위에 붙이는 칭호)는 다이이 산(大異山), 개기(창립자)와 개산(초대 주지)은 모두 불명이다.

## 기원과 역사
국보인 동조 아미타여래 좌상, 이른바 가마쿠라 대불(하세 대불이라는 이름도 있음)을 본존으로 하는 절이다. 자세한 이름은 다이이 산 고토쿠인 쇼조센지(大異山高徳院清浄泉寺)이다.
고토쿠인은 가마쿠라의 심벌이라 할 만한 대불을 본존으로 하는 절임에도 불구하고, 그 초창기에 대해서는 개산과 개기를 포함해 알려지지 않은 점이 많다. 뿐만 아니라 대불 자체의 제작 경위, 누가 무엇을 위해 만들었는지 그 사실에 관해서도 자료가 빈약하여 현재 아무것도 밝혀진 것이 없다. 절의 초창기에 대해서는 가마쿠라시 자이모쿠자(材木座)의 고묘지오쿠노인(光明寺奥の院)을 옮겨 지은 것이 고토쿠인이라는 설도 있지만 정확한 것은 아니다.
당초에 절은 진언종으로, 가마쿠라·고쿠라쿠지(極楽寺)의 개산인 닌쇼(忍性) 등의 밀교계 승려들이 주지가 되었다. 후에 임제종에 속하게 되어 겐초지(建長寺)의 부속 절이 되었다. 에도 시대 쇼토쿠(正徳) 기간 (1711년~1716년)에 에도·조조지(増上寺)의 유텐쇼닌(祐天上人)에 의해 그 이후로 정토종에 속하게 되어 자이모쿠자 고묘지(정토종 간토 총본산)의 부속 절이 되었다.
대불의 건립에 대해서는 정사(正史)인 『아즈마카가미(吾妻鏡)』에 랴쿠닌(暦仁) 원년(1238년)에 목조대불의 건립이 시작되어, 5년후에 완성되었다는 기록이 있다. 또한 『아즈마카가미』에는 겐초(建長) 4년(1252년)에 동조대불이 만들어졌다는 기록도 있지만, 목조대불과 동조대불과의 관계를 포함해 건립 경위는 현재 아무것도 확실히 밝혀진 바가 없다. 처음에는 목조대불이 건립되었지만 어떤 사정으로 멸실되어 대신 세워진 것이 지금의 동조대불이라고 하는 쪽이 맞는 해석일 것이고 실제로 그것이 정설로 되어 있다.
『아즈마카가미』에 의하면 대불의 건립을 "조코(浄光)"라는 승려가 추진했다고 되어있지만, 이 조코에 대해서는 다른 행적이 거의 알려져 있지 않다. 또한 이 정도의 거상이 일개 승려의 발원, 추진으로 건립되었다고 생각하는 것은 이치에 맞지 않고, 건립에는 어떤 방식으로든 가마쿠라 막부가 관여했을 것으로 보이지만, 그 점에 대해서도 동시대의 사료가 너무나 빈약하기 때문에 추측의 영역을 벗어나지 못한다.
대불은 원래 대불전 안에 안치되어 있었으나 무로마치 시대 (메이오(明応) 4년(1495년)과 메이오 7년(1498년) 2가지 설이 있다.)의 해일로 건물이 붕괴되어, 그 이후로 지금처럼 바깥에 위치하게 되었다.
- 가마쿠라 대불이 건립되어 있는 장소는 하세의 옛 지명인 "오사라기(おさらぎ)"였다. 그래서 가마쿠라 대불에 한해서는 "다이부츠(大仏)"로 쓰고 "오사라기"라고 읽는 경우가 있다. 또한 그 땅에 유래한 가계 중에 "다이부츠"로 쓰고 "오사라기"라고 읽는 성이 있다. 작가인 오사라기 지로(大佛次郎)는 그런 가계와는 관계없이, 대불의 뒷쪽에 살고 있었기 때문에 이를 펜 네임으로 했다.

## 가마쿠라 다이부쓰
동조 아미타여래 좌상 (국보) - 높이 약 11미터. 가마쿠라 대불로 친숙하다. 단순히 크기뿐만 아니라 가마쿠라 시대를 대표하는 불교 조각으로서 국보로 지정되어 있다. 후세에 많은 보수가 행해진 나라(奈良)·도다이지(東大寺)의 대불과 비교해 제작 당시의 모습을 거의 보존하고 있다는 점도 주목할 만하다. 각지고 평면적인 안면상, 낮은 육계(머리 부분에 혹처럼 살이 올라온 것이나 뼈가 튀어나온 것), 고양이 등처럼 약간 구부정한 자세, 몸에 비해 머리 부분이 크다는 점 등에서 가마쿠라 시대에 유행했던 송풍(宋風) 불상의 특색을 나타내고 있다.

## 간게쓰도
간게쓰도(觀月堂, 관월당)는 관세음보살을 모시는 법당으로 이용되는 건물이다.
간게쓰도는 조선왕실에서 금융담보로 조선척식은행에 제공한 것을, 이후 야마이치 증권의 설립자 스기노 키세이의 저택으로 옮겨져 소유하고 있다가 1924년 일본 가나가와현 카마쿠라시의 사찰 고도쿠인(高德院)에 기증하였다.
간게쓰도에는 무량수각(無量壽閣)란 현판이 걸려 있고, ‘신미년 봄 3, 4월경 정학교가 썼다’는 기록이 남아있다. 정학교(1832-1914)는 경복궁 정문인 광화문 현판을 쓴 명필이다. 대원군이 경복궁 중건을 완료한 뒤인 1871년경 무량수각 현판을 썼으리라 추정된다. 무량수각은 ‘무량수경을 담아두던 각이라는 뜻으로, 경복궁 내 명성황후의 사설 법당인 원당(願堂)으로 추정되나 배불숭유 정책에 따라 1777년 정조가 사설 법당을 금지했기 때문에 정식의 궁궐 도면에는 관련된 전각의 이름이 없다. 경복궁내의 월궁전(月宮殿)을 옮긴 것이라고 알려져 있으나 원래의 정확한 위치나 용도는 알기 어려운 상태에 있다.
고토쿠인에서는 조선 왕궁에 있던 건물을 1924년에 일본인이 봉납하였다는 설명만 되어있으며 자세하게 소개되어 있지 않으며, 건물 대부분은 훼손되어 시멘트가 칠해진 상태이다.
대한민국에서는 건물의 존재가 문화재위원 김정동 목원대학교 건축학과 교수가 1997년 『일본을 걷는다』라는 책을 내면서 알려졌으며, 2010년 5월 한일불교계간 합의에 따라 한국으로 반환되기로 하였으나 아직까지 고토쿠인에 남아 있다. 이에 대해 고토쿠인 관계자는 "한국 문화재청이 일본방문을 계속 늦추고 있다"며 "빠른 시일내 반환이 이뤄지도록 한국불교계에서 힘써 달라"고 밝혔으며 해체시기를 언급하며 "습기가 가장 적은 내년 정월에 해체하는 것이 가장 적합하다"며 "정월까지는 반드시 해체해야 한다"고 강하게 반환의사를 표명했다. 그러나 문화재청 관계자는, 총 4차례에 걸쳐 일본에 다녀왔으나 그 때마다 고도쿠인이 언론 보도와 일본내 반발 등을 문제 삼아 반환에 관한 논의가 전혀 진척이 없다고 밝혔다. 문화재청은 오히려 한일불교간 만남에서는 일본측이 우호적으로 발언하지만 실제로 반환하는 문제에 있어서는 주저하고 있음을 언급했다.

## 기타
그 밖에 경내에는 도쿠가와 히데타다(2대 쇼군)가 소지하고 있었다는 성관음상을 안치한 관명당, 요사노 아키코(与謝野晶子)의「鎌倉やみほとけなれど釈迦牟尼は美男におわす夏木立かな」의 노래 비석 등이 있다.

## 같이 보기
- 도다이지